# 子思

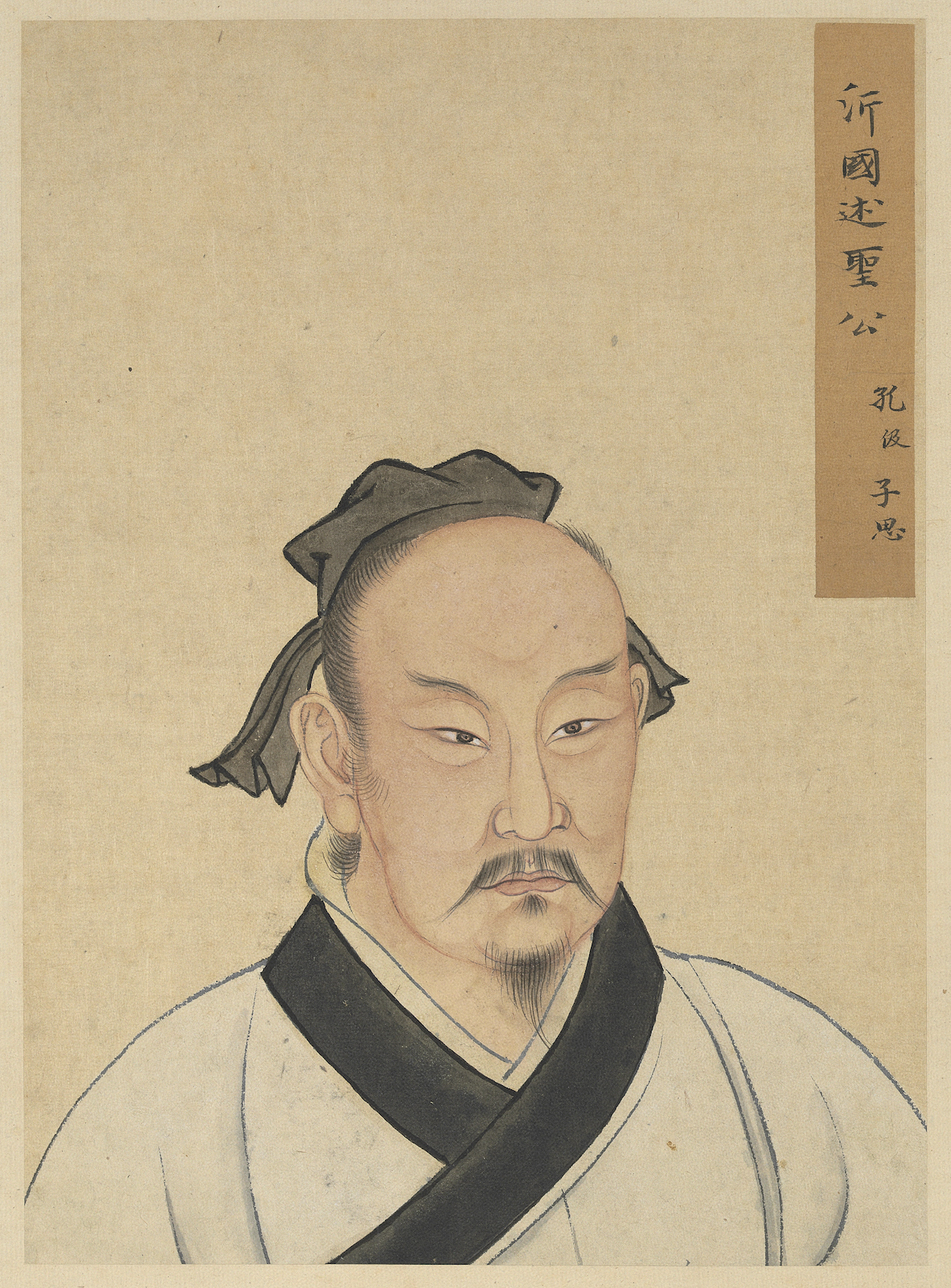
子思

子思（しし、紀元前492年 - 紀元前431年）は、中国春秋時代の儒者。孔子の孫。父は孔鯉（伯魚）。氏は孔、名は伋（きゅう）、字は子思、尊称は子思子。後世の儒教では道統の継承者で四聖の一人「述聖」として崇敬される。

## 生涯
魯の人。幼くして父と祖父を失ったため孔子との面識はほとんどないが、曾子の教えを受け儒家の道を極めた。その後、各国を遊学したのち、魯の穆公に仕えた。

## 著作
『礼記』中庸篇（つまり四書の『中庸』）は古くから子思の作と伝わっていた。また、子思の学派の著作に『子思子』があったとされるが散佚してしまった。現代の推定では、『礼記』のうち中庸篇を含む四篇（中庸篇、表記篇、坊記篇、緇衣篇）が、『子思子』から転載したものとされる。この推定は、『隋書』音楽志が伝える南朝梁の沈約の説に由来する。
『子思子』の輯佚書に以下がある。
- 藤原正『子思子』岩波書店〈岩波文庫〉、1935年。NDLJP:1186992。ISBN 9784003322116。

（清末の黄以周の輯佚書をもとに、上記四篇に類書等所引の佚文や『孔叢子』の関連章を加え、それらの訓読文を載せる。）

## 思孟学派
『史記』孟子荀卿列伝などによれば、孟子は子思の学派から儒学を学んだとされる。このことから、儒家内の子思と孟子の学派は思孟学派と通称される。『荀子』非十二子篇では、敵対する思孟学派を非難する際に、「五行」説という邪説をといた学派として非難している。ただし、『荀子』は「五行」説がどのような説かは述べなかった。
20世紀末、新たに発見された出土文献（馬王堆帛書および郭店楚簡）の『五行』という文献が、その「五行」説について述べた文献と推定されて、思孟学派が注目されるようになった（内容は「木火土金水」の五行説とは異なるが、関連を指摘する学者もいる）。
なお、思孟学派に関する出土文献は他にも、郭店楚簡『性自命出』と上博楚簡『性情論』（どちらも内容が『中庸』や性善説と類似する）や、郭店楚簡『魯穆公問子思』がある。また、郭店楚簡や上博楚簡からは上記の緇衣篇とほぼ同じ『緇衣』が発見されている。